# Cimetière des Juifs portugais de Paris
Le cimetière des Juifs portugais de Paris ou cimetière israélite de la Villette est un ancien cimetière israélite, situé dans le quartier de la Villette, dans le 19e arrondissement de Paris. Il est créé à la fin du XVIIIe siècle par Jacob Rodrigue Pereire, le premier instituteur des sourds-muets en France, pour inhumer les Juifs portugais dans des conditions décentes.

## Situation et accès

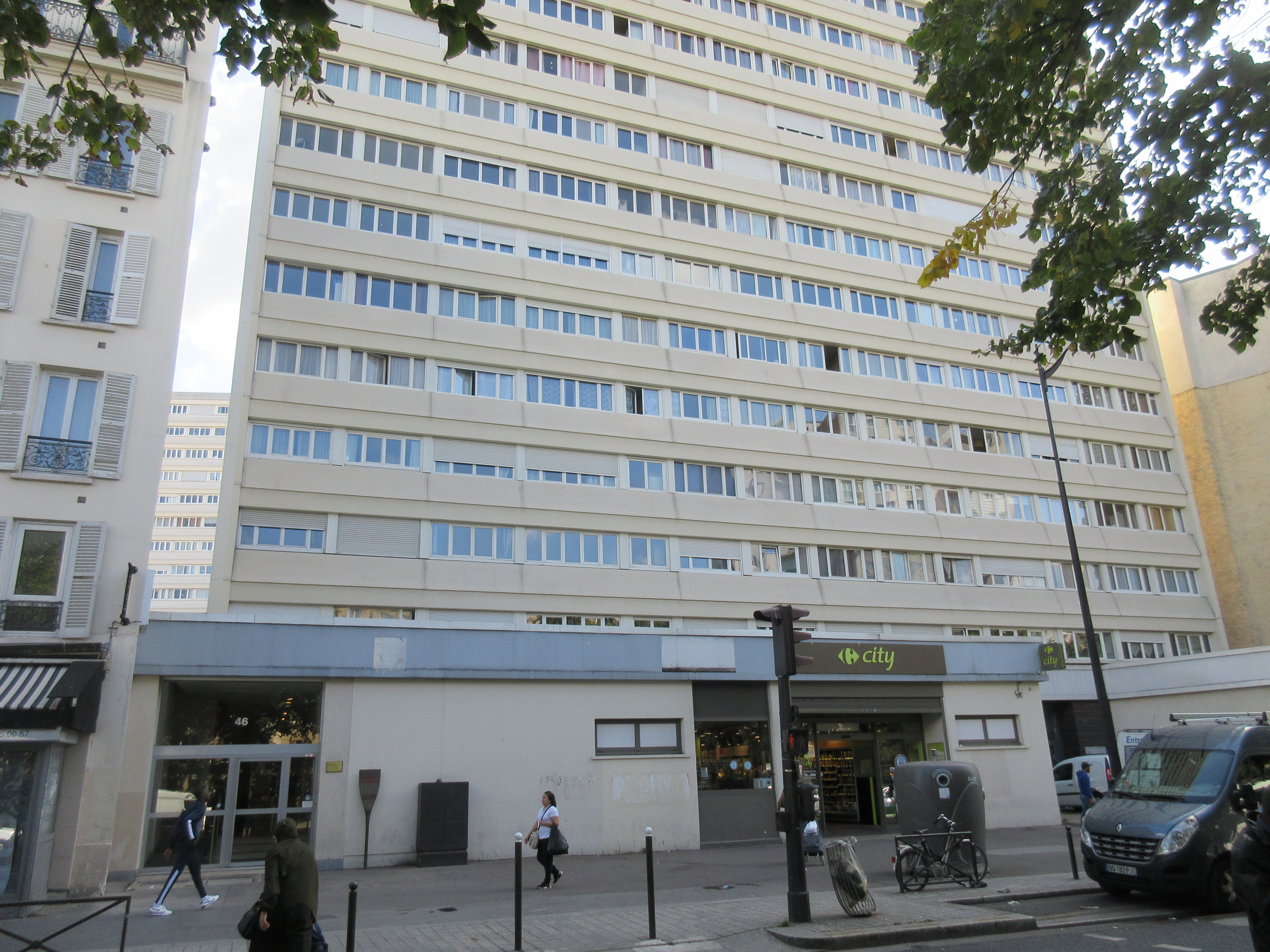
La cour de cet immeuble du 44–46 avenue de Flandre abrite le cimetière.

Le cimetière se trouve 44, avenue de Flandre. Lorsqu'il est créé à la fin du XVIIIe siècle, il se trouve dans l'ancienne commune de La Villette, aujourd'hui devenue quartier de la Villette, dans le 19e arrondissement de Paris.
Il est aujourd'hui inaccessible aux passants car situé dans une cour d'immeuble : pour le visiter, il faut une autorisation du Consistoire israélite de Paris, actuel propriétaire du lieu.

## Description
Le terrain, qui mesure 35 × 10 mètres, d'une superficie de 424 mètres carrés selon le cadastre, compte 28 sépultures.
Le cimetière est aujourd'hui quelque peu délaissé.

## Historique

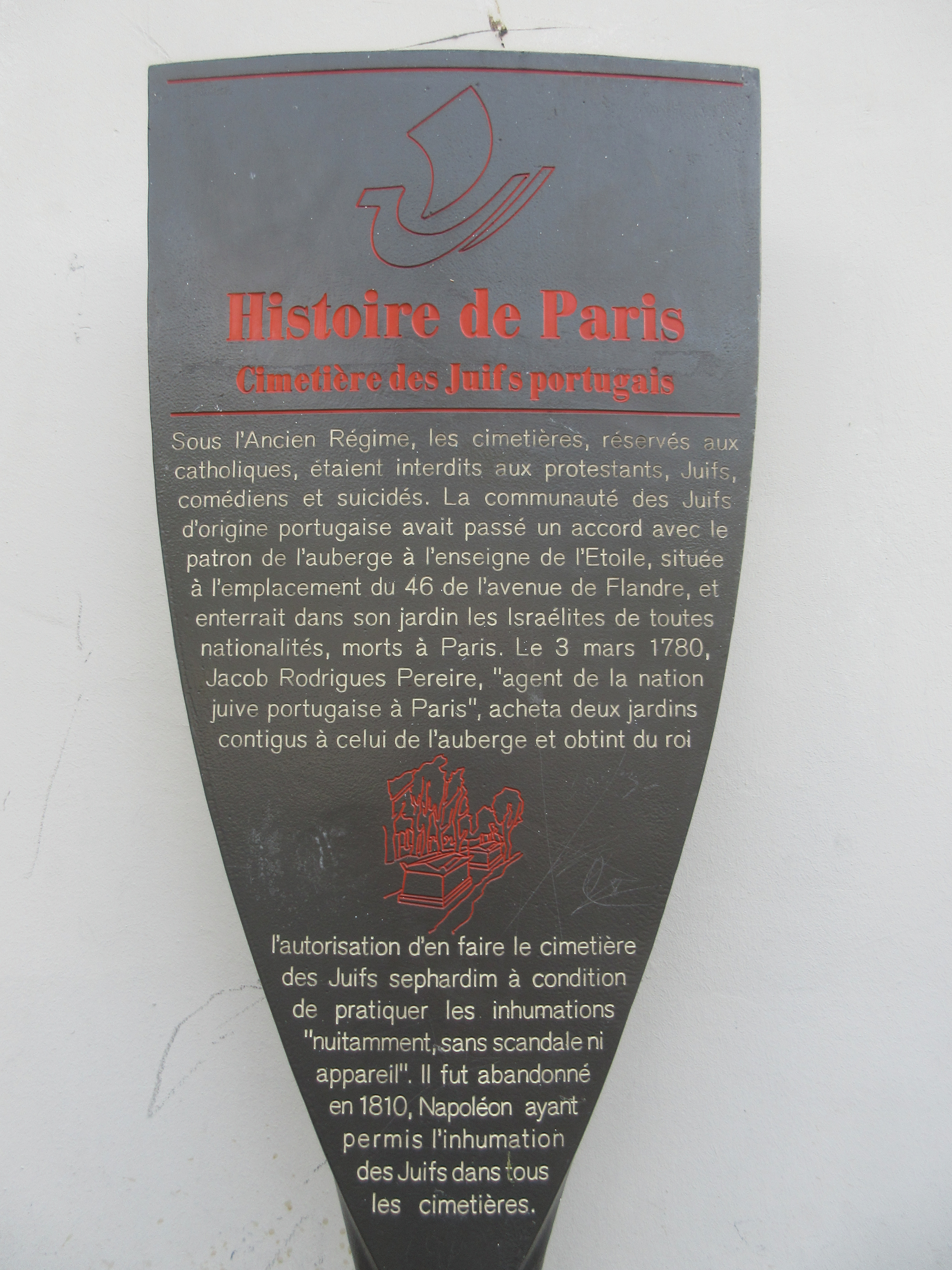
Panneau Histoire de Paris « Cimetière des Juifs portugais ».

On procède à des inhumations de Juifs à cet endroit avant l'achat de ce terrain par Jacob Rodrigue Pereire, mais c'est dans le jardin du bâtiment contigu, au numéro 46. Il s'agit d'une auberge, L'Étoile, tenue par un dénommé Cameau ou Camot. Elle passe ensuite en 1773 aux mains d'un équarrisseur, Matard, qui mélange les corps des animaux à ceux des défunts. C'est ce qui pousse Péreire à agir : il signe le contrat d'acquisition du numéro 44, pour 800 livres, le 3 mars 1780.
La création du cimetière est autorisée par ordonnance du lieutenant de police de Paris, Lenoir, en date du 7 mars 1780, et le premier enterrement a lieu le 8 mars 1780. Pereire lui-même, mort en septembre 1780, y est enterré,, mais selon l'auteur antisémite Édouard Drumont, il en est exhumé par sa famille en 1878 (sa dépouille est en effet transférée dans le caveau familial au cimetière de Montmartre).
En 1809, le cimetière devient la propriété du Consistoire israélite de Paris. Il ferme le 18 février 1810 quand une section israélite ouvre au Père-Lachaise.
Il est inscrit aux monuments historiques depuis l'arrêté du 3 janvier 1966. Jusqu'au classement de l'église Saint-Jean-Baptiste de Belleville en 2015, il s'agissait du seul établissement religieux qui soit protégé dans cet arrondissement.

## Liste de sépultures
Certaines tombes sont gravées de dates dans le calendrier républicain et non le calendrier hébraïque.
Parmi les sépultures :
| Nom                                    | Ville d'origine | Date de mort par calendrier | Date de mort par calendrier | Date de mort par calendrier |
| Nom                                    | Ville d'origine | Hébraïque                   | Républicain                 | Grégorien                   |
| -------------------------------------- | --------------- | --------------------------- | --------------------------- | --------------------------- |
| Salomon Perpignan                      |                 |                             |                             | 22 février 1781             |
| Abraham Dalpuget                       |                 | 27 Eloul 5544               |                             | 13 septembre 1784           |
| Samuel Fernandez Patto                 | Bayonne         |                             | 28 prairial an II           | 17 juin 1794                |
| Rébecca Henrique, veuve de Isaac Henri | Bordeaux        | 11 Ab 5556                  | 10 germinal an IV           | 31 mars 1796                |
| Moïse Salomon                          |                 |                             |                             | 18 septembre 1796           |
| Joseph Cavaillon                       |                 | 3 Ab 5557                   | 8 thermidor an V            | 1797                        |
| Anne Rachel, veuve de Mardochée Ravel  | Bordeaux        | 19 Siwan 5557               | 25 prairial an V            | 13 juin 1797                |
| Esther, fille de Joseph Nonez          | Bayonne         |                             | 2 floréal an II             | 21 avril 1794               |
| Rachel, fille de Joseph Nonez          | Bayonne         |                             |                             |                             |
| Rébecca Itourah, épouse d'Élie Ravil   |                 | 10 Heswan 5559              |                             | 20 octobre 1798             |
| Élie Ravil                             |                 | 13 Schebat 5559             |                             | 19 janvier 1799             |

Certaines tombes ont des épitaphes :
- Salomon Perpigan[18],[19] :

« Ici est inhumé le corps du sieur Salomon Perpignan, l'un des fondateurs de l'école royale gratuite de dessin établie en l'an 1767 du règne glorieux de Louis XV, en la ville de Paris, pour la perfection des Arts, et nommé par Mgr Lenoir, lieutenant général de Police, Sindic des Juifs originaires d'Avignon pour la police intérieure ; lequel s'est acquitté avec honneur et a mérité dans son département l'estime du Magistrat éclairé. Décédé le 22 février 1781. »

- Samuel Fernandès Patto[20] :

« Le Dieu Suprême m'a appelé l'an vingt-troisième de mon âge. J'aime mieux ma situation que l'esclavage. Ô âme immortelle, cherche à vivre libre ou suis-moy comme un bon républicain. »

## Postérité
Un panneau Histoire de Paris rappelle l'histoire du cimetière dans l'avenue de Flandre.
Laurent Roth y fait référence en 2021 dans son film L'Emmuré de Paris :

« Je suis mort depuis longtemps. J'ai construit ce cimetière. À peine achevé, j'y ai enterré mon fils premier né puis je l'ai suivi le 4 septembre 1780. Je m’appelle Jacob Rodrigue Pereire. »

Umberto Eco en parle également dans les dernières pages de son roman Le Cimetière de Prague en 2011.